# Zuid-Aziatische Associatie voor Regionale Coöperatie
De Zuid-Aziatische Associatie voor Regionale Coöperatie (Engels: South Asian Association for Regional Cooperation, SAARC) is een Internationale organisatie met acht lidstaten in Zuid-Azië. Het voornaamste doel van de organisatie is regionale samenwerking binnen Zuid-Azië. De SAARC werd opgericht op 8 december 1985 door India, Pakistan, Bangladesh, Sri Lanka, Nepal, de Malediven en Bhutan. In april 2007, op de 14e top van de organisatie, werd Afghanistan als 8e lid opgenomen. Het hoofdkwartier van de organisatie is gevestigd in Kathmandu, Nepal.

## Leden

### Lidstaten
| Staat       | Hoofdstad                 | Oppervlakte (km²) | Inwoners (2017) | Munteenheid          | Taal      | Lid sinds |
| ----------- | ------------------------- | ----------------- | --------------- | -------------------- | --------- | --------- |
| Afghanistan | Kabul                     | 652.864           | 34.124.811      | Afghaanse afghani    | Pasjtoe   | 2007      |
| Bangladesh  | Dhaka                     | 147.570           | 157.826.578     | Bengalese taka       | Bengaals  | 1985      |
| Bhutan      | Thimphu                   | 38.394            | 758.288         | Bhutaanse ngultrum   | Dzongkha  | 1985      |
| India       | New Delhi                 | 3.287.263         | 1.281.935.911   | Indiase roepie       | Hindi     | 1985      |
| Malediven   | Malé                      | 300               | 392.709         | Maldivische rufiyaa  | Divehi    | 1985      |
| Nepal       | Kathmandu                 | 147.181           | 29.384.297      | Nepalese roepie      | Nepalees  | 1985      |
| Pakistan    | Islamabad                 | 796.095           | 204.924.861     | Pakistaanse roepie   | Urdu      | 1985      |
| Sri Lanka   | Sri Jayewardenapura Kotte | 65.610            | 22.409.381      | Sri Lankaanse roepie | Singalees | 1985      |
| Totaal      |                           | 5.135.277         | 1.731.756.836   |                      |           |           |

### Waarnemers[1]
- Australië
- Canada
- China
- Europese Unie
- Fiji
- CCASG
- Iran
- Japan
- Jemen
- Mauritius
- Myanmar
- Nieuw-Zeeland
- Oezbekistan
- Thailand
- Verenigde Staten
- Zuid-Korea

## Voetnoten
1. ↑  (en)  Cooperation with Observers, SAARC